# Jean Benoît
Jean Benoît (* 27. August 1922 in Québec; † 20. August 2010 in Paris) war ein kanadisch-französischer Künstler des Surrealismus.

## Leben und Werk
1937 schloss er die École des Beaux-Arts in Québec ab. 1942 nahm er ein weiteres Studium an der École des Beaux-Arts in Montréal auf. Dort lernte er den Maler Alfred Pellan kennen, einen der führenden Vertreter der französischen Avantgarde in Kanada. Dieser gab ihm das Manifeste surréaliste zur Lektüre und bewog ihn 1948 dazu, das poetische Manifest Prisme d'yeux zu unterzeichnen. Im selben Jahr heiratete Benoît die Künstlerin Mimi Parent und zog mit ihr nach Paris um.
Dort schloss er sich allmählich den Surrealisten um André Breton an. 1959 verursachte er, anlässlich der internationalen surrealistischen Ausstellung E.R.O.S. in der Galerie Daniel Cordier, einen Skandal mit einer sadomasochistischen Inszenierung. Nachdem er sich in theatralischen Gesten seiner Maske und seines extravaganten Schamanenkostüms entledigt hatte, brannte er sich mit einem glühenden Eisen die Buchstaben SADE auf den Leib. Der Maler Roberto Matta assistierte ihm zunächst und unterzog sich dann derselben Prozedur. Der Kritiker Alain Jouffroy schrieb in der Zeitschrift Arts über die Aktion, sie setze ein Zeichen gegen die Trägheit, den Konformismus und die Schläfrigkeit der gegenwärtigen Zeit. Durch die Aktion wurde Benoît, der zuvor von seiner Kunst kaum leben konnte, mit einem Schlag bekannt.
1961 nahm er an einer großen, von André Breton und Marcel Duchamp organisierten Ausstellung der Surrealisten in New York teil, und anschließend an der Mostra internazionale del Surrealismo in der Galerie von Arturo Schwarz in Mailand. 1963 schloss er sich der von Fernando Arrabal, Roland Topor und Alejandro Jodorowsky gegründeten Groupe Panique an. Er entwarf die Kostüme für Arrabals Bühnenstück Communion solennelle. 1965 nahm er an der Ausstellung écart absolu, der letzten großen Ausstellung der französischen Surrealisten, teil. Danach zog er sich mehr und mehr aus der Öffentlichkeit zurück.
Erst 1996 zeigte die Galerie 1900–2000 eine große Ausstellung seiner Werke, bestehend aus Skulpturen, Montagen und Schmuckobjekten. Seine Gegenstände waren symbolisch und mystisch; sehr häufig stellte er Schädel, Gesichter und Phalli dar. Häufig ließ er sich von der Kunst sogenannter primitiver Kulturen anregen, besonders von der Kunst Ozeaniens, die er seit den 1960er Jahren eingehend studiert hatte. Nach dieser Ausstellung folgten bis heute mehrere große Einzelausstellungen seiner Arbeiten.